# Christophe Wallemme
Pour les articles homonymes, voir Wallemme.
Christophe Wallemme, né à Paris, est un contrebassiste et bassiste  de jazz français.

## Biographie
Christophe Wallemme est né d'un père français et d'une mère mauricienne. Après de longs séjours à l'étranger (3 ans au Liban et 4 ans en Inde), il commence la guitare à l'âge de 15 ans. Il se tourne vers la contrebasse lorsqu'il entend Scott LaFaro, contrebassiste de Bill Evans.
En 1982 il arrête ses études pour se consacrer entièrement à la musique. Il étudie la contrebasse classique au conservatoire. Il prend en parallèle des cours particulier avec M. Kazoran, Cesarius Alvim et Hein van de Geyn tout en participant à des classes de maître avec Dave Liebman, Richie Beirach, Kenny Barron, Victor Lewis... Il joue également régulièrement dans des clubs parisiens tels que le Caveau de la Huchette, le Méridien, la Villa, le Montana... Il y rencontre  et joue avec Walter Davis junior, Ted Curson, René Urtreger, Maxim Saury, Ted Curso...
En 1988 il remporte le prix de soliste au concours de la Défense. Il enregistre cette même année ses premiers albums avec Ludovic de Pressac Bop for Sale, Daniel Beaussier Correspondances et Sanscrit.
Dans les années 1990 il quitte le milieu du swing pour un jazz plus bebop et moderne. Il joue alors avec de nombreuses formations : Steve Pott, Sylvain Beuf avec qui il enregistre Impro Primo (Big Blue Records), Élisabeth Caumont et son Ciao mon Cœur (Bleu Citron), Jean-Loup Longnon  pour Cyclades (JMS), Manuel Rocheman trio et Simon Goubert Tropic City. Il continue alors à fréquenter les clubs de jazz où il joue avec Tom Harrell, Éric Barret, Christian Escoudé, Michel Graillier, Alain Jean-Marie, Barry Altschul, Richard Galliano, Aldo Romano, Jacky Terrasson...
En 1994, il fonde avec Pierre de Bethmann et Benjamin Henocq le trio Prysm. Le répertoire est original et construit autour des rythmes impairs. Ils obtiennent cette même année le Premier Prix du concours national de jazz de la Défense, sont nommés aux Djangodor et aux Victoires de la musique pour leur premier album intitulé Prysm (Artalent). Le trio est alors remarqué par le label Blue Note qui enregistre trois albums : Second Rythme en 1998, Time en 1999 et On Tour en 2001, album en enregistré en public et retraçant leur nombreuses tournées. En sept ans d'existence, Prysm voyage beaucoup et effectue plus de 300 concerts dans le monde : trois tournées aux États-Unis et au Canada (New York, Festival d'Aspen, Los Angeles, La Nouvelle-Orléans, Oakland, Atlanta, Washington, Chicago, Montréal, Vancouver, Calgary, Toronto... Une tournée au Proche-Orient (Syrie, Arabie saoudite, Oman), et une autre au Japon.
Après un concert au Théâtre des Champs-Élysées à Paris avec l'Orchestre national de France dirigé par Seiji Ozawa pour le centenaire de Gershwin, James Taylor invite le trio pour douze dates aux États-Unis. Le trio a également effectué des tournées en Europe. Ils réalisent aussi des concerts avec des invités : François Jeanneau, Philippe Catherine, Norma Winstone (en), Paolo Fresu, Phil Woods, Branford Marsalis.
Fin 2001, Prysm décide de faire une pause.
Parallèlement à Prysm, Christophe Wallemme participe aux formations et albums de : Jean-Pierre Como Express Paris - Roma (BMG) en 1996, Louis Winsberg La Danse du Vent (Siesta Records) en 1997, Marc Berthoumieux Les Couleurs d'Ici (Pygmalion) en 1998, Jean-Loup Longnon Live In Marciac (Pygmalion) en 1998, David Patrois Attraper le Temps (RDC) en 1998, Sylvain Beuf La Danse des Internautes (RDC) 1999, Six 1/2 Toi Ma Vie (Night and Day) en 2000, Sylvain Beuf Soûl Notes (RDC) 2001, Daniel Mille, David Linx/Diederick Wissel Quartet This Time (Harmonia Mundi) en 2003, Jean-Pierre Como (Naïve) en 2004, Diederick Wissel Song For You (Igloo), Olivier Louvel Project, Louis Winsberg Trio Douce France.
Durant ces dernières années Christophe Wallemme ne cesse de composer et d’affiner sa direction artistique. En 2004 son album Time Zone est l'aboutissement de la réalisation d'un répertoire de compositions personnelles en utilisant les influences de ses origines.
Son deuxième album Namaste publié chez Bee Jazz en 2006 est marqué par ses nombreux séjours en Inde.
Il sort son troisième album, chez Bee Jazz également, Start So Many Ways  en 2008.

## Discographie

### En leader
- Ôm Project, Bonsai music, 2017
- Start So Many Ways , Bee Jazz, 2008
- Namaste, 2006, Bee Jazz, 2006
- Time Zone, 2004

### En collaboration
- Prysm, On Tour
- Prysm, Time
- Prysm, Second Rythm
- Prysm, Prysm 1

### En sideman
- David Linx / Diederick Wissels, One Heart Three Voices
- David Linx / Diederick Wissels, This Time
- Riccardo Tete, Geringonca
- Diederick Wissels, Song for You
- Olivier Louvel, Snoo
- Jean-Pierre Como, Scénario
- Jean-Pierre Como, Express Paris-Roma
- Sylvain Beuf, Impro Primo
- Sylvain Beuf, La Danse des Inter-Notes
- Sylvain Beuf, Soul Notes
- Louis Winsberg, La Danse du Vent
- Marc Berthoumieux, Les Couleurs d'Ici
- Jean-Loup Longnon, Cyclades
- Jean-Loup Longnon, Pop Dreamer
- Manuel Rocheman Trio, Tropic City
- Daniel Baussier, Correspondances
- Victor Laslo, Begin the Biguine
- Elisabeth Caumont, Cia Mon Cœur
- Six 1/2, Toi Ma Vie
- Ludovic de Preissac, Bop For Sale
- La Grande Sophie, Et si c'était moi
- Françoise Hardy, Parenthèses
- Louis Winsberg, Douce France

Avec Térez Montcalm,
- 2013 : I Know I'll Be Alright
- 2015 : Quand on s’aime
- 2015 : Quand on s’aime